# Embrasure (architecture)
Ne doit pas être confondu avec Embrasure (fortification).

Éléments architecturaux pouvant constituer une embrasure.

Une embrasure est un espace évidé dans toute l'épaisseur d'un mur par l'établissement d'une baie. Plus spécifiquement, ce terme désigne la partie interne de cet espace, par rapport au dispositif de fermeture, porte ou fenêtre.
Dans l'architecture militaire ancienne, les embrasures étaient pratiquées dans les tours et les murailles, notamment entre les merlons et les créneaux afin de permettre des tirs d'archer ou de canonnier. La meurtrière est ainsi une embrasure de tir. Ce type d'ouverture était évasé vers l'intérieur, à savoir que l'embrasure était très étroite du côté extérieur, mais large à l'intérieur, de façon que les archers aient une liberté de mouvement et de visée, et que les assaillants aient le plus de difficulté possible à les atteindre. On trouve des embrasures notamment dans les châteaux forts et les bunkers. Le terme générique de meurtrière est progressivement abandonné en raison de son imprécision, au profit de ceux plus précis d’archère, arbalétrière, archère-canonnière.
Avec l'apparition des armes à feu, l'embrasure a désigné plus spécifiquement l'ouverture pratiquée dans un ouvrage fortifié pour permettre le tir de ces armes.
Dans l'architecture moderne, les embrasures sont prévues lors de la construction car elles sont destinées à recevoir une porte ou une fenêtre. Il ne s'agit pas d'ouvertures faites après la construction.

## Description
Les côtés verticaux de l'embrasure s’appellent les tableaux. Le ressaut pratiqué dans l'embrasure pour recevoir les bords d'un dormant ou d'un vantail, s'appelle la feuillure. Lorsque l’embrasure présente des côtés convergents, la baie est dite ébrasée.

## Galerie

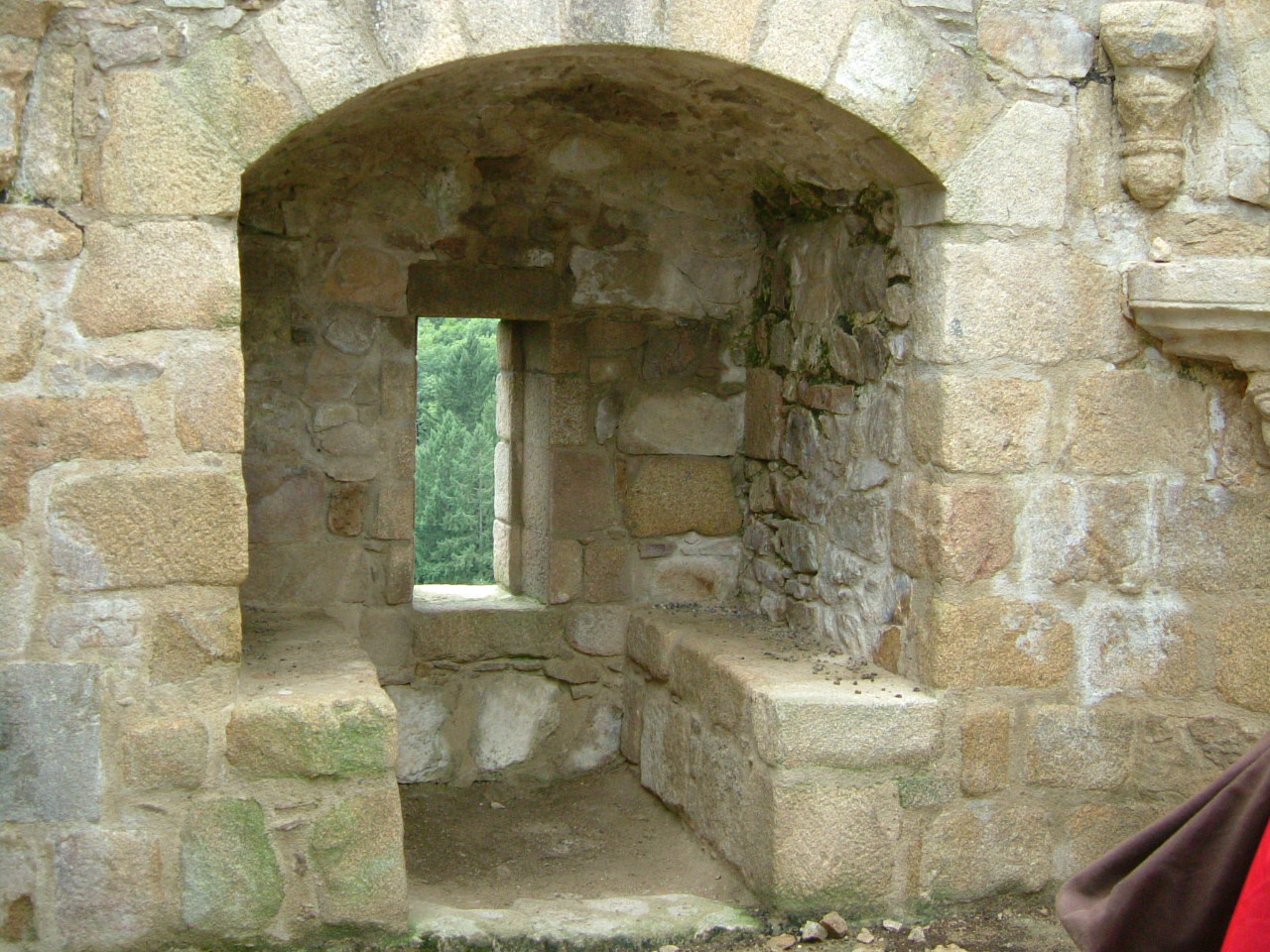
Embrasure à coussièges du château de Crozant.
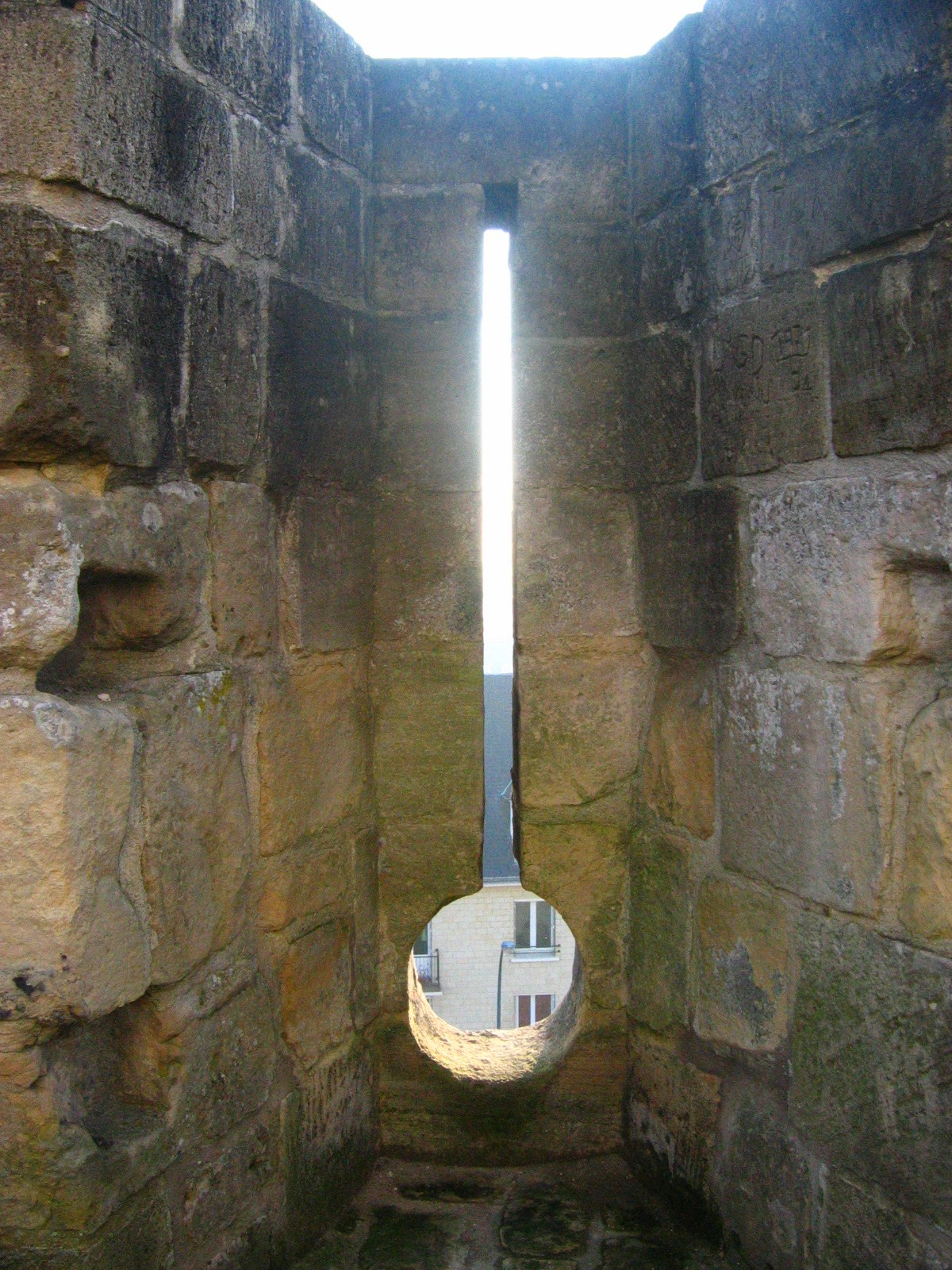
Embrasure percée d'une archère-canonnière.
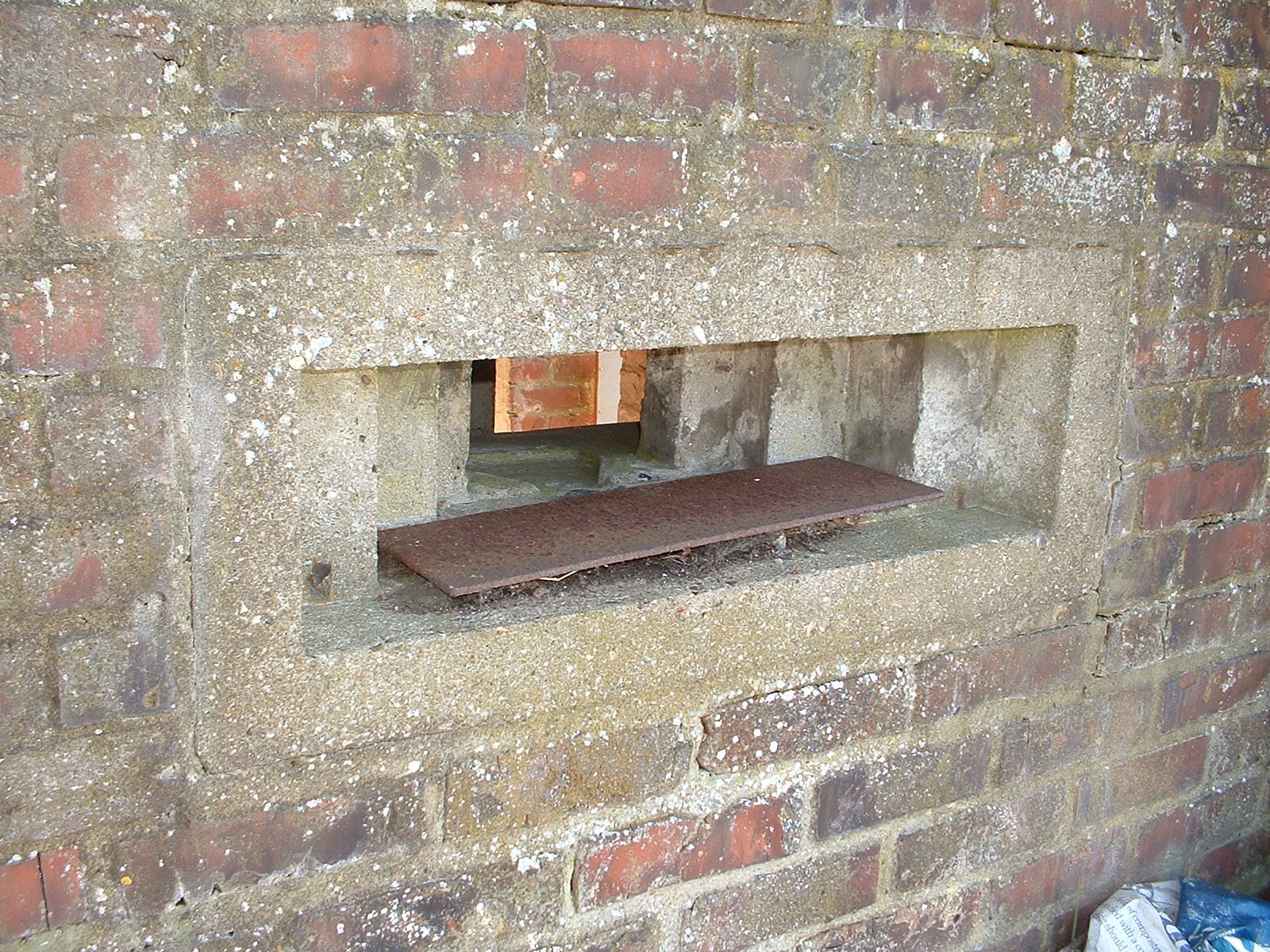
Embrasure militaire.